# روکینگن
روکینگن (به آلمانی: Röckingen) یک شهر در آلمان است که در آنسباخ واقع شده‌است.